# Đường E 611 (Các Tiểu vương quốc Ả Rập Thống nhất)
E 611 (tiếng Ả Rập: إ ٦١١) là một con đường được xây dựng ở Các Tiểu vương quốc Ả Rập Thống nhất (UAE). Còn được gọi là "Đường Emirates", E 611 được phát triển để liên kết tiểu vương quốc Abu Dhabi với các tiểu vương phía bắc như Ras al Khaimah, Umm al Quwain, song song với E311 mà không đi qua thành phố Dubai.

## Lịch sử và mô tả
Dự án đang được phát triển theo ba giai đoạn. Giai đoạn 1 bắt đầu vào tháng 2 năm 2006, dự định tạo ra một khu vực dọc theo đường E 66 (Đường Dubai - Al Ain) và mở rộng về phía đường E 77 (Đường Jebel Ali–Al-Habab). Giai đoạn 2 của dự án bắt đầu vào tháng 1 năm 2007, liên quan đến việc kết nối đường tránh với E 88 (Đường Al Dhaid) ở Sharjah. Giai đoạn 3 sẽ liên quan đến việc mở rộng E 611 từ Jebel Ali – Ngã ba Al-Habab tới vùng ngoại ô của Abu Dhabi và dự kiến sẽ có giá khoảng 80 triệu Đô la Mỹ.
E 611 được gọi là "Đường tránh Dubai", trước khi được đổi tên thành "Đường Emirates" vào năm 2013.
Vào năm 2010, Chuyến bay số 6 của UPS Airlines, một chiếc máy bay chở hàng đã bị rơi gần đường cao tốc gần Ốc đảo Dubai Silicon, sau khi nó cất cánh từ sân bay Dubai. Tất cả mọi người trên máy bay đều tử nạn.
Thánh đường Hồi giáo lớn nhất của Sharjah, mở cửa vào tháng 5 năm 2019, nằm ở ngã ba của con đường này và đường này đến Mleiha.

## Hình ảnh

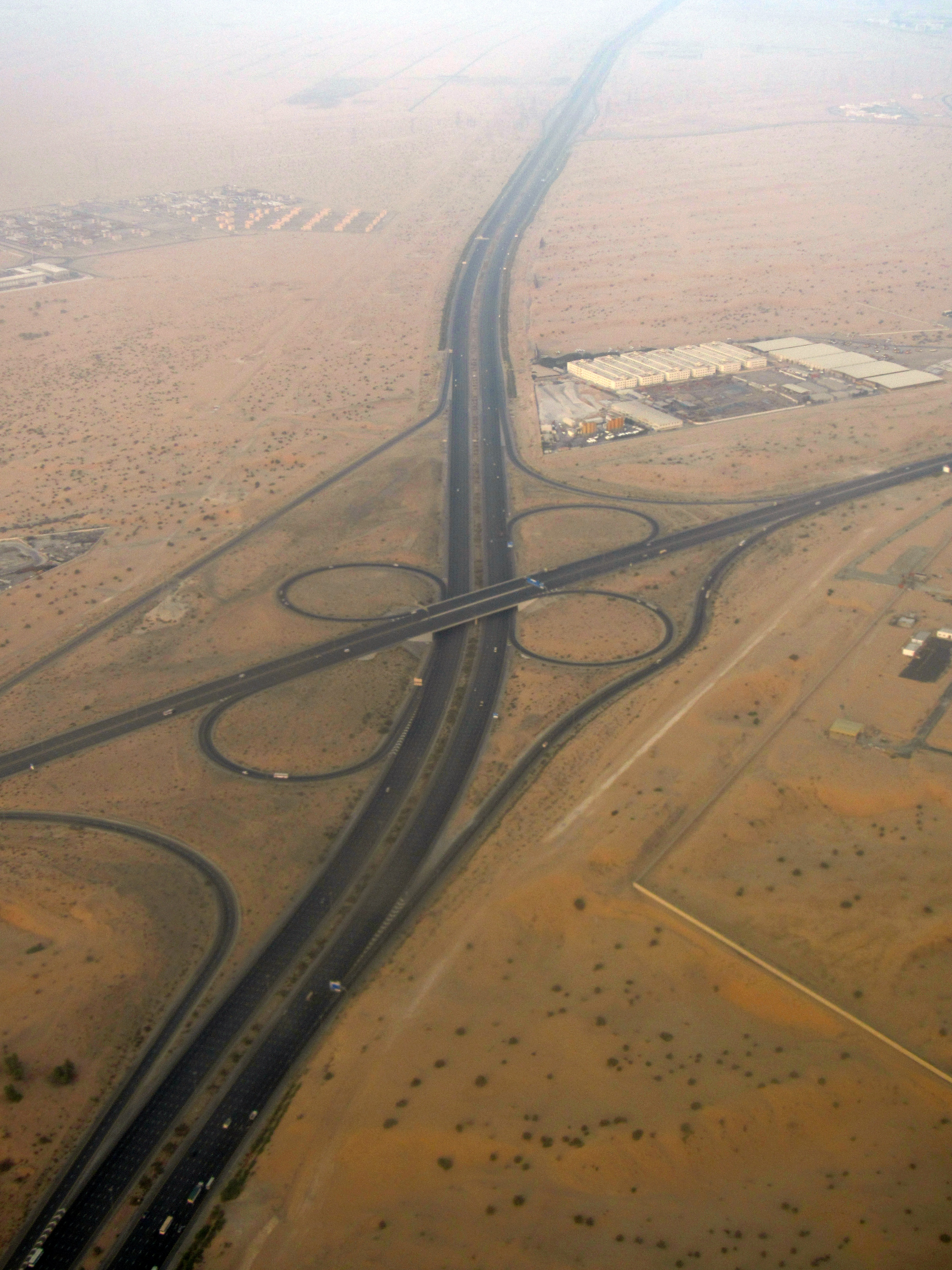
Khung cảnh trên cao đường E 611
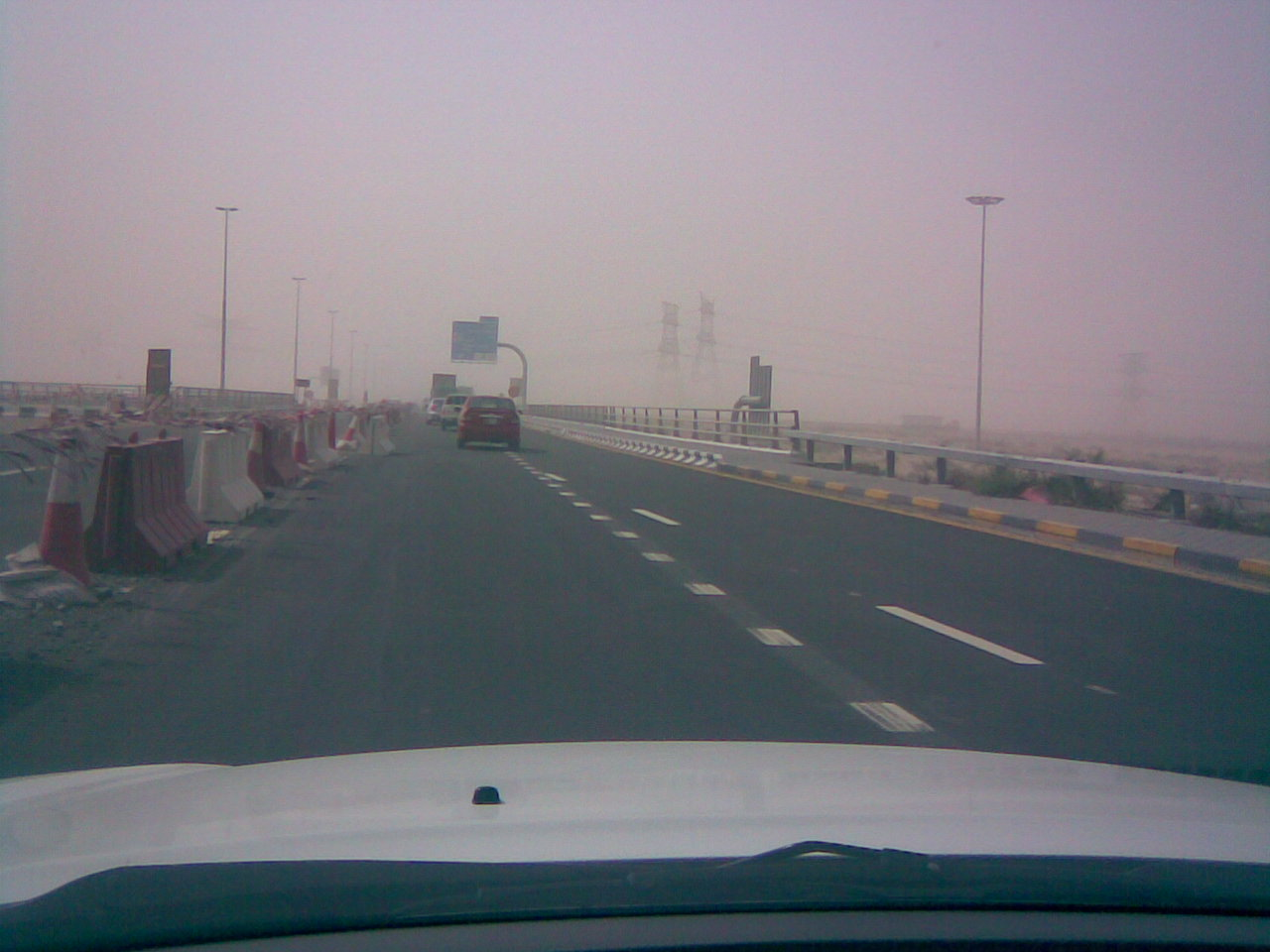
E 611 trong cơn bão cát